# Bussum Zuid vasútállomás
Bussum Zuid vasútállomás vasútállomás Hollandiában, Bussum városában.

## Vasútvonalak
Az állomást az alábbi vasútvonalak érintik:
- Amsterdam–Zutphen-vasútvonal

## Kapcsolódó állomások
A vasútállomáshoz az alábbi állomások vannak a legközelebb:
- Naarden-Bussum vasútállomás
- Hilversum Media Park vasútállomás